# Скуха, Пётр
Пётр Ску́ха (пол. Piotr Skucha, род. 27 июня 1946, Лаганув, Польша) — католический прелат. Титулярный епископ Сегисамы с 18 декабря 1986. Вспомогательный епископ епархии Кельце с 18 декабря 1986 по 25 марта 1992. Вспомогательный епископ епархии Сосновеца с 25 марта 1992 по 27 июня 2021.

## Биография
Пётр Скуха родился 27 июня 1946 года в Лагануве. После окончания средней школы в Прошовице поступил в Высшую духовную семинарию в городе Кельце. 14 июня 1970 года Пётр Скуха был рукоположён в священника, после чего обучался в Люблинском католическом университете, где в 1973 году защитил научную степень магистра и бакалавра по богословию. В 1976 году окончил обучение в Риме. В 1978 году получил докторскую научную степень во францисканском высшем учебном заведении Studium Biblicum Franciscanum.
Преподавал в Папском университете имени Иоанна Павла II и Академии Игнатианум в Кракове, Силезском университете и в Высшем институте религиозных наук в Киеве.
18 декабря 1986 года Римский папа Иоанн Павел II назначил Петра Скуху вспомогательным епископом епархии Кельце и титулярным епископом Сегисамы. 15 февраля 1987 года был рукоположён в епископа. 25 марта 1992 года был назначен вспомогательным епископом и генеральным викарием епархии Сосновеца. С 10 октября 1998 года после смерти ординария епархии Сосновеца епископа Адама Смигельского Пётр Скуха был апостольским администратором епархии. Эту должность исполнял до назначения нового ординария епископа Гжегожа Кашака.
В 2000 году стал кавалером Ордена Святого Гроба Господнего.